# Clerques
Clerques är en kommun i departementet Pas-de-Calais i regionen Hauts-de-France i norra Frankrike. Kommunen ligger i kantonen Ardres som tillhör arrondissementet Saint-Omer. År 2022 hade Clerques 314 invånare.

## Befolkningsutveckling
Antalet invånare i kommunen Clerques
| Referens: INSEE |